# به تو می‌اندیشم
 به تو می‌اندیشم یا ننه نام یک آلبوم استودیویی از معین است که در سال ۱۹۹۱ (۱۳۶۹ ه‍. ش) توسط شرکت ترانه تولید و منتشر شد.

## فهرست آهنگ‌ها
| آلبوم به تو می‌اندیشم، شرکت ترانه، ۱۳۶۹ |                |                |               |
| آهنگ                                   | ترانه‌سرا       | آهنگساز        | تنظیم         |
| سکّه                                    | مسعود فردمنش   | صادق نوجوکی    | صادق نوجوکی   |
| نَنه                                    | مسعود فردمنش   | صادق نوجوکی    | صادق نوجوکی   |
| به تو می‌اندیشم                         | فریدون مُشیری   | معین           | آندرانیک      |
| همصدا (بازخوانی از پوران)              | شهین حنانه     | ناصر چشم‌آذر    | منوچهر چشم‌آذر |
| برای دیدن تو                           | اردلان سرفراز  | فرید زُلاند     | فرید زُلاند    |
| پیاله                                  | اردلان سرفراز  | فرید زُلاند     | منوچهر چشم‌آذر |
| وقتی نیستی                             | جهانبخش پازوکی | جهانبخش پازوکی | کاظم عالمی    |
| پیاله (بی‌کلام)                         | پیاله (بی‌کلام) | فرید زُلاند     | منوچهر چشم‌آذر |